# 李居明 (玄學家)

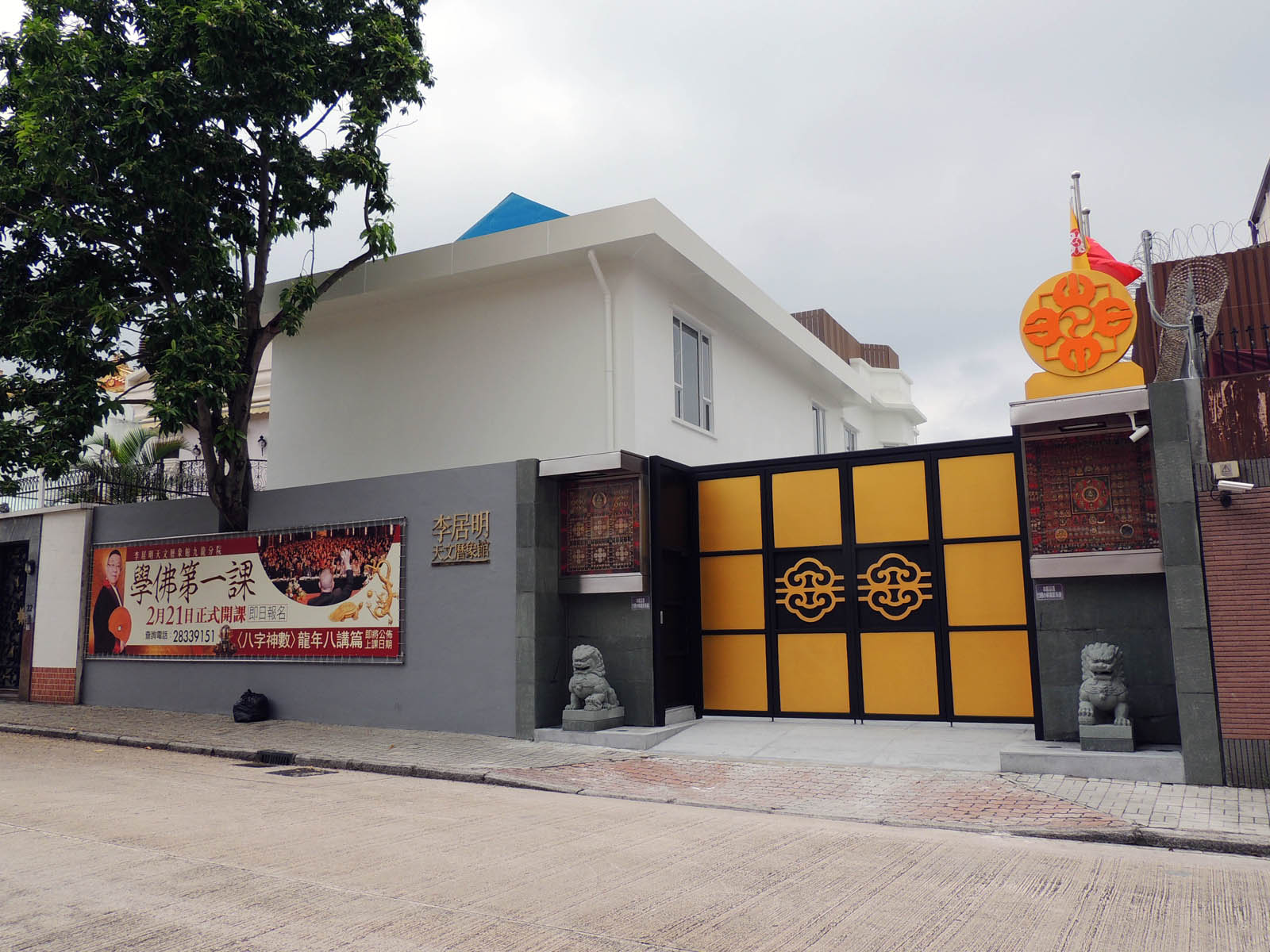
李居明在九龍塘設立的李居明天文曆象館

李居明（英語：Li Kui Ming, Edward，1955年2月8日—），原名李康華，籍貫廣東鶴山，香港堪輿學家及粵劇編劇；曾從事電影業，擔任宣傳工作及編劇。

## 背景
李居明的父親為上環的雞蛋販商，資深傳媒人黃應士的胞姊是李氏的小學老師。黃應士則是接納他轉讀傳理系的面試官。李居明在1972年畢業於北角協同中學中五年級，在校時與香港鮮魚行學校退休校長梁紀昌為同學。後在1977年畢業於香港浸會學院傳理系，與總編輯鄭明仁、無線電視新聞及資訊部總監袁志偉及藝人黃杏秀是同屆同學。而湯正川也是其同學。李居明其後在《信報》報社任職兼職財經記者。
他曾於報界及電影圈任職達十年。當時他先在黎筱娉的洲立電影工作。直至1980年被黃百鳴挖角到新藝城電影公司的宣傳部任職主管，不時與篤信命理的麥嘉到訪台灣等地拜訪風水名師。後來擔任編劇，編寫其第一份電影劇本《靈氣迫人》。此後亦為數齣恐怖電影與賀歲片撰寫劇本。在1986年，李居明被公司調到石天的劇組幫忙。但由於石天雖有劇本在手而未準備開鏡拍攝，結果在更多同事知悉李居明在外為他人算命的情況下，李居明於是在1988年當上全職命理師。翌年開始在雜誌《奇聞雜誌》撰寫風水內容，並到台灣學習密宗佛理。他1990年代中期以業餘時間開展佛教教育工作，創辦「修明學會」以推廣大盛於唐代之東密投入社會服務。李居明擅長以八字神數批算未來事件。
在著作方面，李氏分「術數系列」及「密宗系列」出版，至今作品已達五十多種，亦售賣風水物品。2005年出被的作品有《命運之王》、《學睇相》、《學好易經》、《李居明淺淡密宗》、《密宗佛菩薩神秘修持（上）（下）》、《大日經導讀》、《風水王塔羅牌》、《李居明改運學》、《家居風水大發現》等。

## 軼事
2011年，李居明預言民國111年（西元2022年）中國國民黨走入滅亡階段，然而國民黨實際上於該年的九合一選舉大勝並一直維持運作至今。

## 作品列表

### 電影
- 《靈氣迫人》
- 《將冰山劈開》
- 《大迷信》
- 《大迷信1993》
- 《大迷信之3潮爆開運王》
- 《致富者聯盟》
- 《通靈師》
- 《大運同行》
- 《大剃度》

### 電視
- 《歡樂今宵之李居明奇聞世界》
- 《李居明妙論天下》
- 《新春開運王》
- 《天天開運王》

### 粵劇編劇
李居明創辦新光中國戲曲文化，新編粵劇36套：

| - 《蝶海情僧》 - 《金玉觀世音》 - 《大唐胭脂》 - 《聊齋驚夢》 - 《俏孔明》 - 《李清照新傳》 - 《潘金蓮新傳》 - 《英烈孔雀王》 - 《錢塘金粉》 - 《相如追夢》 - 《金石牡丹亭》 - 《花海紅樓》 | - 《情話蘇東坡》 - 《封神畫夢》 - 《海瑞鬥嚴嵩》 - 《孫子無双》 - 《金胎蝴蝶夢》 - 《李白紅梅》 - 《漢王天嬌》 - 《鳳凰天妃》 - 《銅雀菩提》 - 《關公月下釋貂蟬》 - 《情話方世玉》 - 《秦王孟姜》 | - 《西遊記盤絲洞伊人》 - 《毛澤東之虛雲三夢》 - 《大閙梅知府》 - 《大赤壁賦》 - 《納蘭三詠》 - 《神狐綺夢》 - 《美哉秦少游》 - 《金陵第一釵》 - 《陳三愛五娘》 - 《粤剧特朗普》 - 《共和三夢》 - 《智擒四人幫》 |

### 粵劇叢書
| 書名                 | 書名             | 書名                      |
| 李居明粵劇的文學性   | 粵劇特朗普劇本集 | 毛澤東之虛雲三夢 - 劇本集 |
| 粵劇新浪潮（增修版） | 怡然二夢         | 李居明粵劇戲寶作品選      |
| 李居明經典戲寶小說集 | 文情雅戲         | 印象蓋鳴暉                |
| 五詠龍貫天           | 清照．李淑勤     | 劉師父笑談粵劇            |

### 術數叢書
| 書名                       | 書名                                      | 書名                                   |
| 九運玄學大攻略             | 李居明改運新浪潮                          | 李居明算命改運學(新版)                 |
| 潮爆開運王粉絲秘笈         | 捉用神 (新版)                             | 潮爆開運王                             |
| 八字靈驗新發現             | 玄學靈驗新發現                            | 八字神數(李氏八字神數新編新整理)       |
| 李居明大師算命精華         | 大改運王                                  | 家居風水大發現(最新編訂)               |
| 致富大全                   | 吃出好運來                                | 李居明妙論天下                         |
| 廿七星宿睇前生             | 迷信大全                                  | 禁忌大全                               |
| 學風水的第一本書           | 風水之道                                  | 李居明觸機算命術                       |
| 風水四柱最新談             | 李居明餓命改運學- 上卷                    | 李居明餓命改運學- 下卷                 |
| 李居明八字用神實戰錄(上冊) | 李居明八字用神實戰錄(下冊)                | 李居明狠批80星                         |
| 命運之王（上卷）           | 命運之王（下卷）                          | 生肖星座大合批                         |
| 宿曜萬年曆                 | 宿曜萬年曆（袖珍版）                      | 李居明姓名創運學                       |
| 學睇相                     | 教算命                                    | 學好易經                               |
| 居明解夢刀                 | 推背圖                                    | 發達風水秘笈                           |
| 戀愛風水秘笈               | 新鐫鬼谷子四字經前定數                    | 文昌風水秘笈                           |
| 大師飯局                   | 生活改運法(新版)                          | 居明經典                               |
| 李居明素食創運學           | Supplement Your Element Deficiency (餓命) | Your Ultimate Book in Feng Shui (風水) |
| 風水靈驗新發現             | 玄學秘鍵                                  | 九運家居風水大發現                     |

### 佛智叢書
| 書名                                          | 書名                       | 書名                              |
| 密宗生活新啟蒙                                | 認識空海                   | 空海傳                            |
| Esoteric Buddhism-Encounter Kukai (空海傳)    | 我自行我密                 | 教你修密宗                        |
| 密宗第二課(新版)                              | 密宗啟蒙                   | 密宗佛菩薩的神秘修持(上卷)        |
| 明王天神的神秘修持(下卷)                      | 愛染明王與文殊菩薩修持法門 | 不動明王與地藏菩薩修行法門        |
| 修密宗的大喜悅                                | 密宗信仰與修持 (精裝版)    | 密宗禮佛的藝術                    |
| 密宗的秘儀與行法                              | 大日經導讀                 | 准提六觀音修持法 – 密宗觀音修持法 |
| 密解般若心經                                  | 如意輪觀音修持法           | 李居明佛印足跡                    |
| 密宗修行之旅                                  | 居明說法                   | 居明說禪                          |
| 笑佛論人生                                    | 教你悟生死                 | 教你行好運                        |
| 教你開智慧                                    | 弘法歸華                   | 佛靈人全集 - 修行入門             |
| 佛靈人全集 - 玄學入門                         | 佛靈人全集 - 靈學入門      | 佛教密宗常用誦經集                |
| 李居明說的奇智故事集                          | 李居明佛歌修持集           | 李居明改運學                      |
| Esoteric Buddhism-A Home Coming Journey, Xian | 呀諾達大師                 | 密法歸華 - 法影圖說               |
| Parenting with love (愛的教育)                | 李居明怡然金剛法影集成     |                                   |